# Kyrkjøy
Kyrkjøy er  den vestligste af   Sjernarøyane  i Boknafjorden og  hører til Finnøy kommune i Rogaland fylke i Norge. Kyrkjøy er sammen med Bjergøy  de to største øer i øgruppen. Sjernarøy Kirke er fra 1647 ligger og på Kyrkjøy. Navnet Kyrkjøy kommer fra at det er en kirke på øen. Hovedkontoret til rederiet L. Rødne og Sønner ligger på Kyrkjøy.  Der er  vejforbindelse til de tilstødende øer, både i syd (Tjul, Talgje og Helgøy) og øst (Audbø og Bjergøy).   
Forfatterne og brødrene Alfred Hauge og Kolbjørn Hauge voksede op på Kyrkjøy.